# ويليام فولرتون
ويليام فولرتون (بالإنجليزية: William Fullerton)‏ هو محامي وسياسي أسترالي، ولد في 20 يونيو 1888. حزبياً، نشط في Liberal Party (Australia, 1909) ‏. وقد انتخب عضو مجلس النواب تسمانيا من الجمعية.